# Шпрангер, Эдуард
Эдуа́рд Шпра́нгер (нем. Eduard Spranger; 27 июня 1882, Берлин — 17 сентября 1963, Тюбинген) — немецкий философ жизни, психолог, педагог; в разные годы — профессор университетов Берлина, Лейпцига, Тюбингена.
Э. Шпрангер обосновывал идеи философии жизни и философии культуры, в частности с помощью «понимающей психологии», основывающейся на принципах «наук о духе», выведенных Вильгельмом Дильтеем, и положениях учения о ценностях, разработанных Генрихом Риккертом.

## Биография

### Детство и юность
Э. Шпрангер родился 27-го июня 1882 года в Берлине в семье владельца магазина игрушек Карла Франца Адальберга Шпрангера (1829—1922) и Генриетты Берты Шёнебек (1847—1909), продавщицы этого магазина. Бракосочетание состоялось лишь в 1884 году, однако Шпрангер-старший признал и документально подтвердил своё отцовство.
Когда Э. Шпрангеру исполнилось шесть лет, родители устроили его в реальную гимназию. Э. Шпрангер отлично учился, поэтому в двенадцать лет при поддержке одного из своих преподавателей он был переведен в гимназию «у Серого монастыря» — одну из старейших и престижных гимназий Берлина, которую окончил в 1900 году.

### Образование
Поначалу Э. Шпрангер рассматривал возможность получения музыкального образования, однако в итоге его выбор пал на философию, и он поступил в Берлинский университет, где также изучал психологию, педагогику, историю, экономику, право, филологию и теорию музыки. Среди его преподавателей были Фридрих Паульсен, Вильгельм Дильтей, Эрих Шмидт и Отто Хинце.
Первая попытка Э. Шпрангера защитить докторскую диссертацию в 1901 году, когда его научным руководителем выступил В. Дильтей, предложивший ему в качестве темы квалификационной работы «Историю развития Фридриха Генриха Якоби», оказалась неудачной. Однако в 1905 году, уже под руководством Ф. Паульсена и К.Штумпфа, Э. Шпрангер, получил докторскую степень, защитив диссертацию на самостоятельно избранную им тему «Гносеологические и психологические основы истории».
Во время своего обучения в Берлинском университете Э. Шпрангер познакомился с Катариной Хендлих, с которой он активно вёл переписку в течение всей жизни.

### Преподавательская деятельность
С 1909 года Э. Шпрангер преподавал философию в Берлинском университете. В 1911 — 1920 годы был профессором Лейпцигского университета, а с 1920 по 1944 год — профессором Берлинского университета (там под его началом в 1930 защитила докторскую Аннелиза Майер). Между 1936 и 1939 годами читал гостевые лекции в Японии. В 1944 году Э. Шпрангер был арестован и заключен в Моабитскую тюрьму. В 1945 году он был назначен ректором Берлинского университета. С 1946 года до своей отставки в 1953 году работал в качестве профессора Университета Тюбингена.

### Награды и премии
В 1952 году Э. Шпрангер был удостоен ордена «За заслуги в области науки и искусства».

### Последние годы жизни
В 1960 году скончалась Катарина Хендлих, близкий друг Э. Шпрангера, а в 1963 году — его супруга Сюзанна. Э. Шпрангер умер спустя пять месяцев после её кончины и был похоронен рядом с ней на городском кладбище Тюбингена.

## Философия
Философские взгляды Э. Шпрангера сложились под влиянием идей Вильгельма Дильтея и философии жизни, а также учения о ценностях Генриха Риккерта. В основном философском сочинении «Формы жизни» Э. Шпрангер развивал идеи целостной, или «структурной» психологии, которую он — в духе неокантианского разграничения «наук о духе» и «наук о природе» — противополагал естественнонаучной «психологии элементов».

### Психология как наука о духе
Сторонник метода В. Дильтея «наук о духе», который базируется на интуитивном постижении духовной целостности, основываясь на методологической установке трактовать психологические процессы только из психологических же процессов, Э. Шпрангер ввел понятие «понимающей психологии». Понимающая психология рассматривает душевный процесс как некую целостность в его смысловых связях, то есть в его включенности в определенное содержание культуры. В основном своем труде, «Формы жизни», Э. Шпрангер отверг психологию элементов, расчленяющую душевный процесс на составные части и основывающуюся на данных физики и физиологии.
Основной задачей духовно-научной психологии как одной из «наук о духе» является исследование отношения индивидуальной духовной структуры человека к структуре «объективного духа», и, соответственно, выявление основных типов направленности абстрактного человека, получивших у Э. Шпрангера обозначение «жизненных форм».

Исходным принципом психологии, по мнению Э. Шпрангера, является понимание как способ непосредственного постижения смыслового содержания явлений объективного духа. Вслед за В. Дильтеем Э. Шпрангер считает, что душа есть 
смысловая взаимосвязь действий, переживаний и реакций, объединенных человеческим «Я».
Переживание связи внутренней душевной жизни и ценностей общественной духовной жизни осуществляется в актах деятельности «Я», в которых реализуется определенная ценностная система.

Душа взаимодействует с духом, причем принципы и закономерности духовной работы имманентны душе, и субъективное 
везде и всегда есть отпечаток с объективного.
В свою очередь, объективное Э. Шпрангер выводит из «жизненности», которая выступает в виде «структур» или даже «организмов». Одной из таких структур является общество — надындивидуальная целостность, в которую включены индивидуумы.

Но как общество, так и другие структуры и организмы, действующие в пространстве и времени, непознаваемы для нас в их подлинном строении. 
Для духовных образований у нас нет иного орудия познания, кроме индивидуальной духовной структуры. Поэтому общества, структуры, как они есть в себе, трансцендентны по отношению к нашему познанию.
Единственным путём познания любых духовных форм Э. Шпрангер считал постижение индивидуальной структуры духа. Он полагал, что, даже рассматривая общественные группы как сверхиндивидуальные формы, невозможно понять их смысл иначе как через схему духовной индивидуальности. А поскольку индивидуальные духовные структуры существуют в виде жизненных форм, восприятие и познание общества через призму этих форм и есть окончательное восприятие и познание. Над ними нет никакой высшей, привилегированной познавательной инстанции.

Основываясь на этих рассуждениях, Э. Шпрангер пришёл к выводу, что социология как социальная наука, организованная по модели естествественных наук, не способна понять науку, искусство, религию, культуру в целом, «растворяя» их в абстрактных социальных структурах и взаимодействиях. По его мнению, альфа и омега культуры — индивидуальность, человек — носитель духа, а для социологии конкретный человек не существует. По этой причине Э. Шпрангер призывал освободиться от «социологической иллюзии», и в своей враждебности по отношению к социологии был близок к своему учителю В. Дильтею. Хотя он признавал неразрывную связь социальной формы и культурного содержания, но решающую роль отводил не формам общественных отношений, а 
лично-человеческому и «предметно-культурному содержанию 
, развёртывающемуся в этих формах и определяющему их ценность.
Так как отношение между социально-общинной жизнью и культурой разорвано, оформление и развитие культуры — долг индивидов, которые, в свою очередь, перелагают его на государство, которое и оказывается, в конечном счете, инстанцией, связующей индивидуальные, то есть внутрикультурные целостности в надындивидуальные, объективные культурные единства. Эта позиция стала, в частности, теоретическим основанием той огромной работы, которую вел Шпрангер в области педагогики, организации образования и культурной политики.

### Учение о жизненных формах
В своем главном труде «Жизненные формы» Э. Шпрангер развил культурфилософскую интерпретацию основных типов человеческого существования. Эти типы, или жизненные формы, представляют собой исторически инвариантные структуры, остающиеся самотождественными в многообразии и изменчивости жизни и соединяющие индивидуальные душевные целостности с надындивидуальными духовными образованиями.
По мнению Э. Шпрангера, понимание индивида возможно на основе его отношения к историческому окружению — явлениям культуры. Выделяя шесть основных человеческих ценностей, он развивал представления о шести жизненных формах, или культурно-психологических типах, каждому из которых соответствует своеобразная структура мотивации, восприятия реальности, организации аффективно-эмоциональной сферы и т. д.
1. Теоретический человек — тот, для которого высшей формой деятельности, определяющей характер всех его жизненных проявлений, является познание. Все прочие ценности для него вторичны. В сфере мотивации он стремится преодолеть аффекты, старается быть независимым от частных, конкретных целей, если не может включить их во всеобщую систему закономерностей жизни и поведения.
2. Экономический человек — тот, кто во всех жизненных отношениях ориентируется на полезность. Все становится для него средством поддержания жизни, квазиприродной борьбы за существование. Он экономит материю, энергию, пространство и время, чтобы извлечь из них максимум полезного для своих целей. Мотивы его отличаются от мотивов «теоретика» тем, что вместо ценностей логики решающую роль играют ценности полезности.
3. Эстетический человек — тот, кто «все свои впечатления преобразует в выражения». Его специфическая форма мотивации — «воля к форме», выражающаяся в мотивах частного порядка, таких, как самореализация, «построение и оформление самого себя», универсализация эстетического видения, тотализация форм.
4. Социальный человек — тот, организующим принципом жизни которого является любовь в религиозном смысле этого слова.
5. Властный человек — тот, который может существовать в любой из ценностных сфер. Это тот, кто хочет и может внушать другим людям собственную ценностную установку как мотив деятельности. В самом общем виде мотивация властного человека — это стремление преобладать над другими. Все прочие мотивации вспомогательны. Эстетическое, напр., для него — лишь звено в цепи средств для достижения целей власти. Но если властным человеком начинает двигать не столько рациональный расчет и знание обстоятельств, сколько безграничная фантазия, выливающаяся в гигантские проекты оформления и переоформления мирового целого, то он стоит на границе между человеком властным и человеком эстетическим. Таковы были многие из величайших завоевателей в мировой истории.
6. Религиозный человек — тот, чья целостная духовная структура постоянно ориентирована на обнаружение высшего и приносящего бесконечное и абсолютное удовлетворение ценностного переживания.

Э. Шпрангер полагал, что в каждом человеке могут быть представлены ориентации на все эти типы ценностей, но в разной пропорции, какая-то из них при этом будет доминировать.
В своих культурологических работах Шпрангер рассматривал античность, христианство, немецкий идеализм как основные силы, обусловившие содержание современной культуры.
Из типологических представлений об индивидуальной душе Шпрангер делал педагогические выводы: при воспитании детей учитель должен интуитивно понять тот тип ориентации, который может стать ведущим у данного ребёнка, и снабдить его соответствующим операциональным составом. Методологические установки понимающей психологии были реализованы Шпрангером в его исследовании психологии юности.
Созданная Э. Шпрангером культурно-психологическая типология в дальнейшем неоднократно использовалась социологами и психологами для анализа жизненных стилей личностей и групп. На основе типологии Г. Олпортом, П. Верноном и Г. Линдзеем был разработан Тест изучения ценностей, а также создан Тест интересов Дж. Холланда. Также на основе представления о культурно-психологических типах Билл Дж. Боннстеттер, глава компании TTI Success Insights, разработал онлайн-диагностику основных мотиваторов человека (https://ttisi.ru/about_Motivation) PIAV — Personal Interests, Attitudes & Values), применяющуюся в управлении персоналом для отбора, мотивации, повышения эффективности работы сотрудников.

## Труды
Э. Шпрангер является автором разносторонних работ по вопросам истории европейской культуры, психологии, педагогики, философии и религии.

### Издания на немецком языке
- Die Grundlagen der Geschichtswissenschaft. Eine erkenntnistheoretisch-psychologische Untersuchung; Berlin 1905
- Wilhelm von Humboldt und die Humanitätsidee; Berlin 1909
- Die Idee einer Hochschule für Frauen und die Frauenbewegung; Leipzig 1916
- Kultur und Erziehung. Gesammelte pädagogische Aufsätze; Leipzig 1919
- Lebensformen. Geisteswissenschaftliche Psychologie und Ethik der Persönlichkeit; Halle 1921
- Psychologie des Jugendalters; Leipzig 1924
- Über Gefährdung und Erneuerung der deutschen Universität. Sonderdruck aus der Zeitschrift Die Erziehung; Leipzig 1930
- Volk, Staat und Erziehung. Gesammelte Reden und Aufsätze; Leipzig 1932
- Goethes Weltanschauung; Leipzig 1933
- Schillers Geistesart, gespiegelt in seinen philosophischen Schriften und Gedichten; Berlin 1941
- Die Magie der Seele. Religionsphilosophische Vorspiele; Berlin 1947
- Pestalozzis Denkformen; Stuttgart 1947
- Goethes Weltanschauung. Reden und Aufsätze; Leipzig 1949
- Zur Geschichte der deutschen Volksschule; Heidelberg 1951
- Aus Friedrich Fröbels Gedankenwelt; Heidelberg 1951
- Pädagogische Perspektiven. Beiträge zu Erziehungsfragen der Gegenwart; Heidelberg 1951
- Kulturfragen der Gegenwart; Heidelberg 1953
- Gedanken zur Daseinsgestaltung (aus Vorträge, Abhandlungen und Schriften); München 1954
- Mein Konflikt mit der Hitler-Regierung 1933, als Manuskript gedruckt im März 1955, geschrieben bereits 1945
- Der geborene Erzieher; Heidelberg 1958
- Der Philosoph von Sanssouci; Heidelberg 1962
- Das Gesetz der ungewollten Nebenwirkungen in der Erziehung; Heidelberg 1962
- Menschenleben und Menschheitsfragen. Gesammelte Rundfunkreden; München 1963

### Издания на русском языке
- Шпрангер Э. Учебная школа, трудовая школа, жизненная школа // Новые идеи в педагогике. Сборник 2: Трудовая школа. — СПб.: Изд-во «Образование», 1913, с. 47–77.
- Шпрангер Э. Эротика и сексуальность в юношеском возрасте // Педология юности. — М.-Л.: Гос. учеб.-педагог. изд-во, 1931, с. 94–121.